# Norge i olympiska sommarspelen 2000
Norge deltog i de olympiska sommarspelen 2000 med en trupp bestående av 93 deltagare, 44 män och 49 kvinnor, och de tog totalt tio medaljer.

## Medaljer

### Guld
- Trine Hattestad - Friidrott, spjutkastning
- Knut Holmann - Kanotsport, K-1 500 meter sprint
- Knut Holmann - Kanotsport, K-1 1 000 meter sprint
- Fotbollslandslaget damer (Anita Rapp, Hege Riise, Brit Sandaune, Dagny Mellgren, Bente Nordby, Marianne Pettersen, Gøril Kringen, Bente Kvitland, Unni Lehn, Ingeborg Hovland, Silje Jørgensen, Monica Knudsen, Ragnhild Gulbrandsen, Solveig Gulbrandsen, Margunn Haugenes, Kristin Bekkevold, Christine Bøe Jensen och Gro Espeseth)

### Silver
- Kjersti Plätzer - Friidrott, gång 20 km
- Trude Gundersen - Taekwondo, medelvikt
- Fredrik Bekken och Olaf Tufte - Rodd, dubbelsculler

### Brons
- Harald Stenvaag - Skytte, 50 meter helmatch
- Paul Davis, Herman Horn Johannessen och Espen Stokkeland - Segling, soling
- Handbollslandslaget damer (Monica Sandve, Else-Marthe Sørlie, Heidi Tjugum, Jeanette Nilsen, Marianne Rokne, Birgitte Sættem, Mia Hundvin, Tonje Larsen, Cecilie Leganger, Kjersti Grini, Trine Haltvik, Elisabeth Hilmo, Kristine Duvholt, Ann Eriksen och Susann Goksør Bjerkrheim)

## Bågskytte
| Herrarnas individuella |               |                           |              |                     |                           |                     |               |                        |               |
|                        | Bård Nesteng  | Bård Nesteng              | Bård Nesteng | Lars Erik Humlekjær | Lars Erik Humlekjær       | Lars Erik Humlekjær | Martinus Grov | Martinus Grov          | Martinus Grov |
| 32-delsfinaler         | Besegrade     | Henk Vogels Nederländerna | 158-149      | Förlorade mot       | Michele Frangilli Italien | 168-158             | Förlorade mot | Matteo Bisiani Italien | 166-158       |
| Sextondelsfinal        | Förlorade mot | Sebastien Flute Frankrike | 160-148      | -                   | -                         | -                   | -             | -                      | -             |

Herrarnas lagtävling
- Nesteng, Humlekjær och Grov — åttondelsfinal, tioende plats

| Damernas individuella |                 |              |         |
|                       | Wenche-Lin Hess |              |         |
| 32-delsfinal          | Förlorade mot   | Ying He Kina | 160-145 |

## Cykling

### Mountainbike
Herrarnas terränglopp
- Tom Larsen
  - Final — Lapped (35:e plats)

- Rune Høydahl
  - Final — DNF

Damernas terränglopp
- Ragnhild Kostøl
  - Final — 2:01:51.24 (22:e plats)

### Landsväg
Herrarnas tempolopp
- Thor Hushovd
  - Final — 0:59:00 (7:e plats)

Herrarnas linjelopp
- Bjoemar Vestoel
  - Final — 5:36:14 (78:e plats)

- Kurt Asle Arvesen
  - Final — DNF

- Svein Gaute Hølestøl
  - Final — DNF

- Thor Hushovd
  - Final — DNF

Damernas tempolopp
- Solrun Flataas
  - Final — 0:45:01 (20:e plats)

Damernas linjelopp
- Monica Valen
  - Final — 3:08:02 (29:e plats)

- Ingunn Bollerud
  - Final — 3:10:33 (35:e plats)

- Solrun Flataas
  - Final — 3:11:04 (38:e plats)

## Fotboll
Damer
| Nr             | Namn                 | Klubb     | Född             | SM        | Mål       |           | Gult kort · Gult kort · Rött kort | Rött kort |
| Målvakter      | Målvakter            | Målvakter | Målvakter        | Målvakter | Målvakter | Målvakter | Målvakter                         | Målvakter |
| -------------- | -------------------- | --------- | ---------------- | --------- | --------- | --------- | --------------------------------- | --------- |
| 1              | Bente Nordby         |           | 23 juli 1974     |           |           |           |                                   |           |
| 18             | Ingeborg Hovland     |           | 3 oktober 1969   |           |           |           |                                   |           |
| 22             | Astrid Johannessen   |           | 1 oktober 1978   |           |           |           |                                   |           |
| Försvarare     |                      |           |                  |           |           |           |                                   |           |
| 2              | Brit Sandaune        |           | 5 juni 1972      |           |           |           |                                   |           |
| 3              | Goeril Kringen       |           | 28 januari 1972  |           |           |           |                                   |           |
| 4              | Anne Tonneseen       |           | 18 mars 1974     |           |           |           |                                   |           |
| 5              | Gro Espeseth         |           | 30 oktober 1972  |           |           |           |                                   |           |
| 12             | Silje Jørgensen      |           | 5 maj 1977       |           |           |           |                                   |           |
| 13             | Kristin Bekkevold    |           | 19 april 1977    |           |           |           |                                   |           |
| 19             | Bente Kvitland       |           | 23 juni 1974     |           |           |           |                                   |           |
| 20             | Anne Bugge-Paulsen   |           | 29 juni 1979     |           |           |           |                                   |           |
| Mittfältare    |                      |           |                  |           |           |           |                                   |           |
| 6              | Hege Riise           |           | 18 juli 1969     |           |           |           |                                   |           |
| 7              | Solveig Gulbrandsen  |           | 12 januari 1981  |           |           |           |                                   |           |
| 8              | Monica Knudsen       |           | 25 mars 1975     |           |           |           |                                   |           |
| 9              | Anita Rapp           |           | 24 juli 1977     |           |           |           |                                   |           |
| 10             | Unni Lehn            |           | 7 juni 1977      |           |           |           |                                   |           |
| 14             | Dagny Mellgren       |           | 19 juni 1978     |           |           |           |                                   |           |
| 15             | Margunn Haugenes     |           | 25 januari 1970  |           |           |           |                                   |           |
| 17             | Christine Boe Jensen |           | 3 juni 1975      |           |           |           |                                   |           |
| Anfallare      |                      |           |                  |           |           |           |                                   |           |
| 11             | Marianne Pettersen   |           | 12 april 1975    |           |           |           |                                   |           |
| 16             | Ragnhild Gulbrandsen |           | 22 februari 1977 |           |           |           |                                   |           |
| 21             | Kjersti Thun         |           | 18 juni 1974     |           |           |           |                                   |           |
| Förbundskapten |                      |           |                  |           |           |           |                                   |           |
|                | Per-Mathias Hagmo    |           |                  |           |           |           |                                   |           |

Gruppspel
| Lag     | S | V | O | F | GM | IM | MS | P |
| ------- | - | - | - | - | -- | -- | -- | - |
| USA     | 3 | 2 | 1 | 0 | 6  | 2  | +4 | 7 |
| Norge   | 3 | 2 | 0 | 1 | 5  | 4  | +1 | 6 |
| Kina    | 3 | 1 | 1 | 1 | 5  | 4  | +1 | 4 |
| Nigeria | 3 | 0 | 0 | 3 | 3  | 9  | −6 | 0 |

Slutspel
|  | Semifinaler             | Semifinaler             |   |                       | Final                 | Final |  |
|  |                         |                         |   |                       |                       |       |  |
|  | 24 september - Sydney   |                         |   |                       |                       |       |  |
|  | Tyskland                | 0                       |   |                       |                       |       |  |
|  | Norge                   | 1                       |   |                       |                       |       |  |
|  |                         |                         |   |                       |                       |       |  |
|  |                         |                         |   |                       | 28 september - Sydney |       |  |
|  |                         |                         |   |                       | Norge (e.f.)          | 3     |  |
|  |                         | USA                     | 2 |                       |                       |       |  |
|  |                         |                         |   |                       |                       |       |  |
|  |                         |                         |   |                       |                       |       |  |
|  |                         |                         |   |                       | Bronsmatch            |       |  |
|  | 24 september - Canberra | 24 september - Canberra |   | 28 september - Sydney | 28 september - Sydney |       |  |
|  | USA                     | 1                       |   | Tyskland              | 2                     |       |  |
|  | Brasilien               | 0                       |   |                       | Brasilien             | 0     |  |

## Friidrott
Herrarnas 200 meter
- Geir Moen
  - Omgång 1 — 20.76
  - Omgång 2 — 20.65 (gick inte vidare)

- John Ertzgaard
  - Omgång 1 — 21 (gick inte vidare)

Herrarnas 800 meter
- Vebjørn Rodal
  - Omgång 1 — 01:46.76
  - Semifinal — 01:48.73 (gick inte vidare)

Herrarnas 5 000 meter
- Marius Bakken
  - Omgång 1 — 13:44.80 (gick inte vidare)

Herrarnas 3 000 meter hinder
- Jim Svenøy
  - Omgång 1 — 08:23.61
  - Final — 08:27.20 (9:e plats)

Herrarnas spjutkastning
- Pål-Arne Fagernes
  - Kval — 86.74
  - Final — 83.04 (9:e plats)

Herrarnas tresteg
- Ketill Hanstveit
  - Kval — 16.75 (gick inte vidare)

Herrarnas tiokamp
- Trond Høiby
  - 100m — 11.56
  - Längd — 6.22
  - Kula — 14.03
  - Höjd — DNS

Damernas 10 000 meter
- Gunhild Halle-Haugen
  - Omgång 1 — DNF (gick inte vidare)

Damernas spjutkastning
- Trine Hattestad
  - Kval — 65.44
  - Final — 68.91 (Guld) — olympiskt rekord

Damernas höjdhopp
- Hanne Haugland
  - Kval — 1.89 (gick inte vidare)

Damernas 20 kilometer gång
- Kjersti Plätzer
  - Final — 1:29:33 (Silver)

## Fäktning
Damernas värja
- Ragnhild Andenæs
- Margrete Mørch
- Silvia Lesoil

Damernas värja, lag
- Margrete Mørch, Ragnhild Andenæs, Silvia Lesoil

## Handboll
Damer
Gruppspel
| Lag        | Pld | W | D | L | GF  | GA  | GD  | Poäng |
| ---------- | --- | - | - | - | --- | --- | --- | ----- |
| Norge      | 4   | 4 | 0 | 0 | 101 | 72  | +29 | 8     |
| Danmark    | 4   | 3 | 0 | 1 | 124 | 83  | +41 | 6     |
| Österrike  | 4   | 2 | 0 | 2 | 131 | 90  | +41 | 4     |
| Brasilien  | 4   | 1 | 0 | 3 | 100 | 133 | -33 | 2     |
| Australien | 4   | 0 | 0 | 4 | 59  | 137 | -78 | 0     |

Slutspel
|  | Kvartsfinaler | Kvartsfinaler |          |       | Semifinaler | Semifinaler |  |  | Final | Final |
|  |               |               |          |       |             |             |  |  |       |       |
|  |               |               |          |       |             |             |  |  |       |       |
|  |               |               |          |       |             |             |  |  |       |       |
|  | Sydkorea      | 35            |          |       |             |             |  |  |       |       |
|  | Sydkorea      | 35            |          |       |             |             |  |  |       |       |
|  | Brasilien     | 24            |          |       |             |             |  |  |       |       |
|  | Brasilien     | 24            | Sydkorea | 29    |             |             |  |  |       |       |
|  |               |               | Sydkorea | 29    |             |             |  |  |       |       |
|  |               | Danmark       | 31       |       |             |             |  |  |       |       |
|  | Frankrike     | Danmark       | 31       | 26    |             |             |  |  |       |       |
|  | Frankrike     |               |          | 26    |             |             |  |  |       |       |
|  | Danmark       | 28            |          |       |             |             |  |  |       |       |
|  | Danmark       | 28            | Danmark  | 31    |             |             |  |  |       |       |
|  |               |               | Danmark  | 31    |             |             |  |  |       |       |
|  |               | Ungern        | 27       |       |             |             |  |  |       |       |
|  | Österrike     | Ungern        | 27       | 27    |             |             |  |  |       |       |
|  | Österrike     |               |          | 27    |             |             |  |  |       |       |
|  | Ungern        | 28            |          |       |             |             |  |  |       |       |
|  | Ungern        | 28            | Ungern   | 28    | Bronsmatch  | Bronsmatch  |  |  |       |       |
|  |               |               | Ungern   | 28    | Bronsmatch  | Bronsmatch  |  |  |       |       |
|  |               | Norge         | 23       |       |             |             |  |  |       |       |
|  | Norge         | Norge         | 23       | 28    | Sydkorea    | 21          |  |  |       |       |
|  | Norge         |               |          | 28    | Sydkorea    | 21          |  |  |       |       |
|  | Rumänien      | 16            |          | Norge | 22          |             |  |  |       |       |
|  | Rumänien      | 16            |          |       | 22          |             |  |  |       |       |
|  |               |               |          |       |             |             |  |  |       |       |
|  |               |               |          |       |             |             |  |  |       |       |

## Kanotsport
Sprint
Herrarnas K-1 500 m
- Knut Holmann
  - Kvalheat — 01:40,990
  - Semifinal — 01:39,964
  - Final — 01:57,847 (Guld)

Herrarnas K-1 1000 m
- Knut Holmann
  - Kvalheat — 03:36,565
  - Semifinal — 03:36,425
  - Final — 03:33,269 (Guld)

Herrarnas K-2 500 m
- Eirik Verås Larsen, Nils Olav Fjeldheim
  - Kvalheat — 01:35,619
  - Semifinal — 01:34,712 (gick inte vidare)

Herrarnas K-2 1000 m
- Eirik Verås Larsen, Nils Olav Fjeldheim
  - Kvalheat — 03:15,483
  - Semifinal — 03:17,288
  - Final — 03:20,515 (9:e plats)

Herrarnas C-1 500 m
- Christian Frederiksen
  - Kvalheat — 01:54,366
  - Semifinal — 01:53,661 (gick inte vidare)

Herrarnas C-1 1000 m
- Christian Frederiksen
  - Kvalheat — 03:55,378
  - Semifinal — Bye
  - Final — 03:58,159 (5:e plats)

## Segling
Europajolle
- Siren Sundby
  - Lopp 1 — 7
  - Lopp 2 — 10
  - Lopp 3 — 12
  - Lopp 4 — (23)
  - Lopp 5 — 16
  - Lopp 6 — 21
  - Lopp 7 — (28) DNF
  - Lopp 8 — 10
  - Lopp 9 — 23
  - Lopp 10 — 22
  - Lopp 11 — 10
  - Final — 131 (19:e plats)

470
- Carolina Toll och Jeanette Lunde
  - Lopp 1 — (17)
  - Lopp 2 — 9
  - Lopp 3 — 7
  - Lopp 4 — (17)
  - Lopp 5 — 17
  - Lopp 6 — 11
  - Lopp 7 — 7
  - Lopp 8 — 17
  - Lopp 9 — 8
  - Lopp 10 — 13
  - Lopp 11 — 16
  - Final — 105 (16:e plats)

Laser
- Peer Moberg
  - Lopp 1 — 12
  - Lopp 2 — 7
  - Lopp 3 — 11
  - Lopp 4 — (32)
  - Lopp 5 — 7
  - Lopp 6 — 6
  - Lopp 7 — (24)
  - Lopp 8 — 4
  - Lopp 9 — 10
  - Lopp 10 — 22
  - Lopp 11 — 15
  - Final — 94 (10th place)

Soling
- Paul Davis, Herman Horn Johannessen och Espen Stokkeland
  - Gick inte vidare till utslagningsomgången

49er
- Christoffer Sundby och Vegard Arnhoff
  - Lopp 1 — 16
  - Lopp 2 — (17)
  - Lopp 3 — (18) OCS
  - Lopp 4 — 2
  - Lopp 5 — 2
  - Lopp 6 — 10
  - Lopp 7 — 14
  - Lopp 8 — 7
  - Lopp 9 — 10
  - Lopp 10 — 16
  - Lopp 11 — 10
  - Lopp 12 — 13
  - Lopp 13 — 6
  - Lopp 14 — 17
  - Lopp 15 — 5
  - Lopp 16 — 14
  - Final — 142 (13th place)